# Virtua Striker
Los videojuegos Virtua Striker (バーチャストライカー en japonés) son  juegos de deportes de fútbol/soccer estilo arcade de Sega. Originalmente desarrollado por Sega AM2, la serie se trasladó a Amusement Vision con Virtua Striker 3. Pero la serie se mudó al Sega Sports Design R & D Dept. con Virtua Striker 4. El Virtua Striker original, lanzado en 1994, fue el primer videojuego de fútbol que usó gráficos 3D por computadora, y también fue notable por su uso temprano del mapeado de texturas, junto con el propio videojuego de carreras de Sega Daytona USA.

## Historia
La serie principal de arcade incluye:
- Virtua Striker (1994)
- Virtua Striker 2 (1997)
  - Virtua Striker 2 ver. '98 (actualización, 1998)
  - Virtua Striker 2 ver. '99 (actualización, 1999)
    - Virtua Striker 2 ver. '99.1 (actualización, 1999)

  - Virtua Striker 2 ver. 2000 (actualización, 2000)
    - Virtua Striker 2 ver. 2000.1 (Sega Dreamcast port; 2000)
- Virtua Striker 3 (2001)
  - Virtua Striker 3 ver. 2002 (Nintendo GameCube port; 2002)
    - Virtua Striker 2002 (2002)
- Virtua Striker 4 (2004)
  - Virtua Striker 4 ver. 2006 (2006)

El juego original Virtua Striker recibió conversiones para Xbox 360 y PlayStation 3, distribuidos respectivamente a través de Xbox Live Arcade y PlayStation Network, en febrero de 2013, exclusivamente para Japón.

## Visión de conjunto
El original Virtua Striker utilizó el hardware Sega Model 2 de Sega. La serie Virtua Striker 2 se ejecuta en Sega Model 3, a excepción de Virtua Striker 2 ver. 2000, que apareció en el sistema NAOMI basado en Dreamcast. Virtua Striker 3 fue lanzado para NAOMI 2; las siguientes entregas (Virtua Striker 2002 y Virtua Striker 4) usan el hardware Triforce basado en GameCube. Virtua Striker 4 agrega un sistema de tarjeta y sincronización de teléfonos móviles, permitiendo a los jugadores configurar estrategias y formaciones en movimiento.
La serie ha sido portada a consolas en dos ocasiones: Virtua Striker 2 para Dreamcast (lanzado en Japón y Europa como Virtua Striker 2, versión 2000.1) y Virtua Striker 2002 para GameCube (Virtua Striker 3, versión 2002 en Japón). Virtua Striker también fue presentado como un minijuego en el juego Sega basado en PlayStation 2 EyeToy, Sega Superstars.
Los primeros tres juegos de la serie (contando también las revisiones de Virtua Striker 2) cuentan con un equipo oculto llamado FC Sega, compuesto por personal en desarrollo del juego, que siempre enfrenta al equipo del jugador en partidos especiales después de que el jugador gana la partida final, y se puede seleccionar a través de un código de trampa especial.
Virtua Striker 2 ver. 2000, así como su versión de inicio, ver. 2000.1, presenta otros dos equipos ocultos, además del FC Sega: MVP Yukichan y Royal MVP Genki, ambos compuestos por personajes extraños y caricaturescos. La selección original de equipo BGM del primer juego también existe, y se puede escuchar a través de un código especial.
En Virtua Striker 3 y el puerto de GameCube, ver. 2002, hay un equipo desbloqueable llamado FC Sonic. Este equipo está formado por Sonic, Tails, Knuckles, Amy, el Dr. Eggman (que juega como portero), cuatro Neutral Chao, un Dark Chao y un Hero Chao, y tiene al creador de Sonic, Yuji Naka, como mánager.
Virtua Striker 4 lanzado en la plataforma arcade Triforce en 2005, y se actualizó en 2006. Tenía juegos en línea con ALL.Net.

## Recepción
Un crítico de Next Generation aplaudió al original Virtua Striker como "excelente para ver y jugar". Citó el control suave y preciso, los movimientos realistas del jugador, la cámara que se acerca o aleja consistentemente hacia el fotograma perfecto en cada momento del juego, jugadores y fondos "magníficos" con una textura y una defensa realistas. Le dio cuatro de cinco estrellas.